# 木村幸一郎

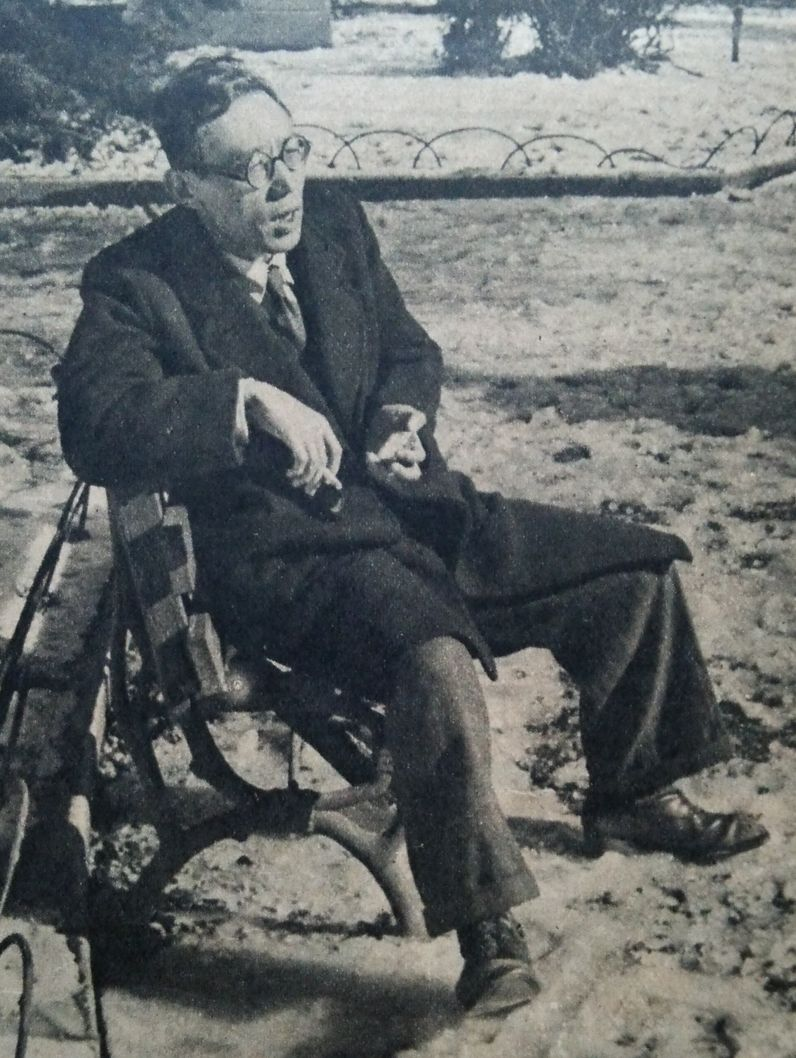
木村幸一郎

木村 幸一郎（きむら こういちろう、1896年（明治29年）9月25日（または10月8日) - 1971年（昭和46年）9月18日）は、日本の建築学者。
京都市生まれ。早稲田大学などにおいて、環境工学の基本的研究と教育にあたった。また、積雪荷重など雪害対策の基礎的研究方向を確立したほか、日本空気清浄協会、日本建築積算事務所協会の設立と運営にも尽力した。

## 経歴
- 1919年 - 早稲田大学理工科建築学科卒業。理化学研究所建設課技手。
- 1921年 - 木田保造建築事務所設計部(1922まで）。
- 1922年 - 早稲田大学助教授(1942教授、1967年退職・名誉教授）。
- 1929年 - 武蔵高等工業学校（現東京都市大学）教授兼任(1936年まで）。
- 1942年 - 「建築の採光に関する研究」で早稲田大学より工学博士号を授与される。
- 1961年 - 日本建築学会会長(1962年まで）。
- 1963年 - 日本空気消浄協会初代会長(1971年まで）。
- 1961年 - 早稲田大学工業高等学校校長兼任(1967年まで）。
- 1967年 - 東海大学教授(1967年まで、以後専任講師)。

日本建築設計事務所協会初代会長(l971年まで）。

## 受賞・業績
- 「採光に関する研究」で1940年度建築学会学術賞。
- 建築作品には川口市民病院、ゼブラベン野木工場などがある。

## 著書
- 『事務所の平面計画』（洪洋社、1928年）
- 『建築と生活』（羽田書店、1942年）
- 『住まいの話』（三省堂、1948年）
- 『建築計画原論』1949年
- 「中工場建築設備」（『建築学大系』29、彰国社、1963年）